# Coenosia vesicicauda
Coenosia vesicicauda este o specie de muște din genul Coenosia, familia Muscidae, descrisă de Zheng, Xue și Tong în anul 2004. Conform Catalogue of Life specia Coenosia vesicicauda nu are subspecii cunoscute.